# Liljencrantzska gravkoret

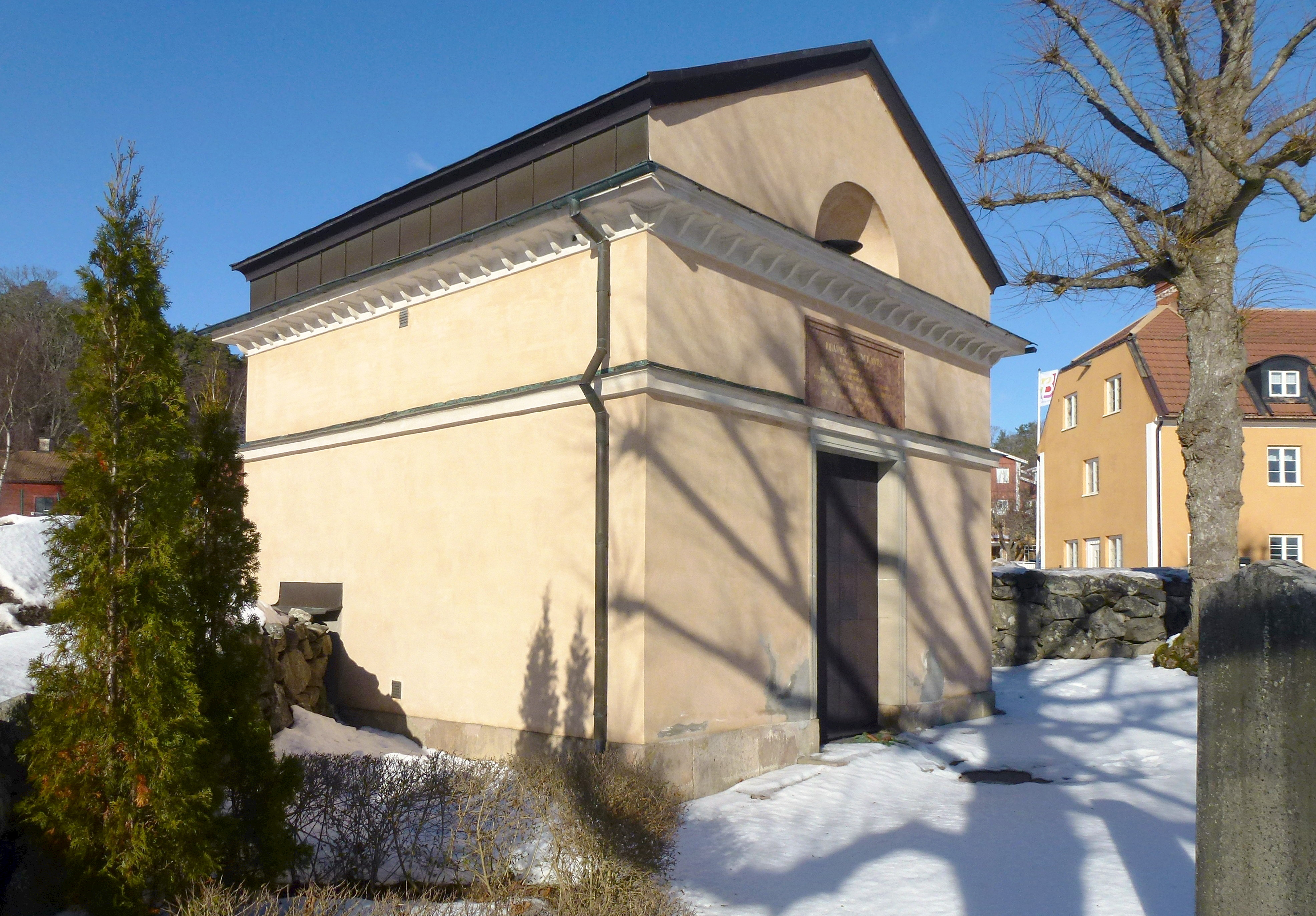
Liljencrantzska gravkoret i mars 2013.

Liljencrantzska gravkoret ligger på Botkyrka kyrkogård i Botkyrka socken, dagens Botkyrka kommun. Byggnaden är ett kyrkligt kulturminne tillkommen före utgången av år 1939.

## Historik
Gravkoret uppfördes 1807 för greven Johan Liljencrantz och hans efterkommande. Byggnaden placerades i nordvästra hörnet av kyrkogården väl synlig från dåvarande landsvägen mot Stockholm (senare Riksväg 1, idag Sankt Botvids väg).
Arkitekt var Carl Christoffer Gjörwell den yngre som några år tidigare uppgjort en ritning till ny huvudbyggnad för Hammarby prästgård. Liljencrantzska gravkoret är byggt av putsat tegel i stram nyklassisk stil. Murarna är avfärgade i gul kulör. Yttertak och dörrar är klädda med svartmålad järnplåt. 

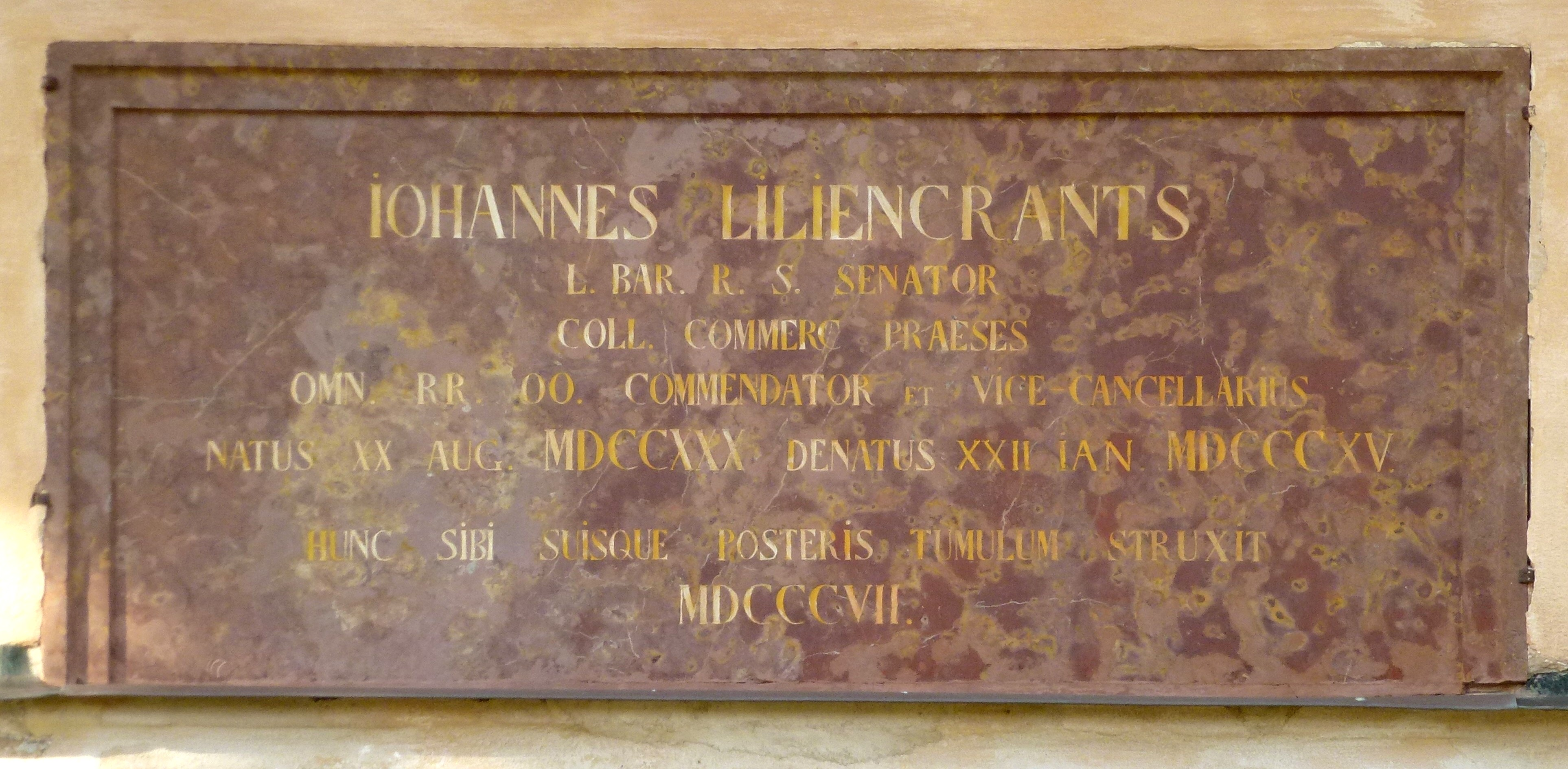
Inskriptionen.

Ovanför ingången finns en stentavla med en inskription på latin:

JOHANNES LILJENCRANTS / L. BAR. R.S. SENATOR / COLL. COMMERC  PRAESES / OMN. RR. 00. COMMENDATOR ET VICE CANCELLARIUS / NATUS XX AUG. MDCCXXX DENATUS XXII IAN. MDCCCXV / HUNC SIBI SUISQUE POSTERIS TUMULUM STRUXIT / MDCCCVII 
Inskriften ovanför ingången kompletterades 1943 med Johan Liljencrantz dödsdatum (XXII IAN. MDCCCXV) vilket ursprungligen inte blivit inhugget.
I samband med en restaurering av gravkoret 1943 konstaterades att fyra personer, alla män, begravts här. Utöver Johan Liljencrantz själv fanns kvarlevor efter hans sonson kadetten Vilhelm Alexander Liljencrantz (1817-1839) och med stor sannolikhet efter överstelöjtnanten Carl Otto Liljencrantz (1776-1818). Den fjärde personen gick inte att identifiera. Kistorna hade blivit förstörda på grund av fukt från landsvägsdiket och de avlidnas skelettdelar låg utspridda över golvet. Efter restaureringen 1943 inreddes gravkoret till kolumbarium vilket bekostades genom medlemmar av ätten Liljencrantz.